# آرمن مارتیروسیان (دونده)
آرمن مارتیروسیان (ارمنی: Արմեն Մարտիրոսյան؛ زادهٔ ۶ اوت ۱۹۶۹) یک ورزشکار دو و میدانی در رشته پرش سه‌گام اهل ارمنستان است.
مارتیروسیان نماینده ارمنستان در بازی‌های المپیک تابستانی ۱۹۹۶ در بخش مردان بود. همچنین وی نماینده ارمنستان در بازی‌های المپیک تابستانی ۲۰۰۰ و بازی‌های المپیک تابستانی ۲۰۰۴ بود.

## دستاوردها
| سال              | مسابقه                          | محل برگزاری           | مقام             | رویداد           | توضیحات          |
| نماینده ارمنستان | نماینده ارمنستان                | نماینده ارمنستان      | نماینده ارمنستان | نماینده ارمنستان | نماینده ارمنستان |
| ---------------- | ------------------------------- | --------------------- | ---------------- | ---------------- | ---------------- |
| ۱۹۹۳             | مسابقات جهانی                   | اشتوتگارت             | ۲۶ام (q)         | پرش سه‌گام        | ۱۶٫۵۰ متر        |
| ۱۹۹۴             | European Indoor Championships   | پاریس                 | ۲۸ام (q)         | پرش طول          | ۷٫۴۷ متر         |
| ۱۹۹۵             | World Indoor Championships      | بارسلون               | ۹ام              | پرش سه‌گام        | ۱۶٫۳۷ متر        |
| ۱۹۹۵             | مسابقات جهانی                   | یوتبری                | –                | پرش طول          | NM               |
| ۱۹۹۵             | مسابقات جهانی                   | یوتبری                | ۱۳ام (q)         | پرش سه‌گام        | ۱۶٫۶۰ متر        |
| ۱۹۹۵             | یونیورسیاد                      | فوکوئوکا              | ۲۵ام (q)         | پرش طول          | 7.51 متر         |
| ۱۹۹۵             | یونیورسیاد                      | فوکوئوکا              | ۲ام              | پرش سه‌گام        | ۱۶٫۸۲ متر        |
| ۱۹۹۶             | مسابقات قهرمانی داخل سالن اروپا | استکهلم               | ۳ام              | پرش سه‌گام        | ۱۶٫۷۴ متر        |
| ۱۹۹۶             | بازی‌های المپیک                  | آتلانتا               | ۵ام              | پرش سه‌گام        | ۱۶٫۹۷ متر        |
| ۱۹۹۷             | مسابقات جهانی                   | آتن                   | ۱۲ام             | پرش سه‌گام        | ۱۶٫۷۰ متر        |
| ۱۹۹۷             | یونیورسیاد                      | کاتانیا               | ۸ام              | پرش سه‌گام        | ۱۶٫۵۹ متر        |
| ۱۹۹۸             | مسابقات قهرمانی اروپا           | بوداپست               | ۱۶ام             | پرش سه‌گام        | ۱۶٫۳۳ متر        |
| ۱۹۹۹             | مسابقات قهرمانی داخل سالن جهان  | مائه‌باشی، گونما، ژاپن | ۶ام              | پرش سه‌گام        | ۱۶٫۸۳ متر        |
| ۱۹۹۹             | مسابقات جهانی                   | سویا (شهر)            | ۱۵ام (q)         | پرش سه‌گام        | ۱۶٫۶۷ متر        |
| ۲۰۰۰             | مسابقات قهرمانی داخل سالن اروپا | خنت                   | ۱۵ام (q)         | پرش سه‌گام        | ۱۶٫۲۷ متر        |
| ۲۰۰۰             | بازی‌های المپیک                  | سیدنی                 | ۳۵ام (q)         | پرش سه‌گام        | ۱۴٫۹۵ متر        |
| ۲۰۰۴             | بازی‌های المپیک                  | آتن                   | ۴۳ام (q)         | پرش سه‌گام        | ۱۵٫۰۵ متر        |